# Mauro Sanguineti
Mauro Sanguineti (Genova, 26 maggio 1946) è un politico italiano.

## Biografia
Dirigente d’azienda, fu eletto deputato per la prima volta nel 1983 con il Partito Socialista Italiano e fece parte della Commissione trasporti, poste e telecomunicazioni. Successivamente venne rieletto per altre due legislature, rimanendo in carica alla Camera dei deputati fino al 1994. Nei primi anni '90 è stato anche consigliere comunale dal 1990 al 1993 e assessore del PSI a Genova dal 1990 al 1991 .